# Sànnikovo
Sànnikovo (en rus: Санниково) és un poble de l'óblast de Vladímir, a Rússia, segons el cens del 2010 tenia 58 habitants. Pertany al districte municipal de Múrom.